# John Boles (strzelec)
John Keith Boles (ur. 31 stycznia 1888 w Fort Smith, zm. 16 lipca 1952 w San Antonio) – amerykański strzelec, mistrz olimpijski, multimedalista mistrzostw świata.

## Życiorys
Przez kilka lat służył w Arkansas National Guard, po czym w 1912 roku wstąpił do US Army. W 1924 roku był majorem, lecz doszedł finalnie do stopnia pułkownika. Podczas swej wieloletniej służby na Filipinach zainteresował się polowaniem na dziką zwierzynę. 
Uczestnik Letnich Igrzysk Olimpijskich 1924, na których wystąpił w 5 konkurencjach. Został mistrzem olimpijskim w rundzie pojedynczej do sylwetki jelenia, zaś w zawodach drużynowych zdobył brązowy medal (skład zespołu: John Boles, Raymond Coulter, Dennis Fenton, Walter Stokes). Boles jest również 9-krotnym medalistą mistrzostw świata, w tym 5 razy złotym, 2 razy srebrnym i 2 razy brązowym. Indywidualnie zdobył 5 medali, w tym 2 złote na mistrzostwach świata we Lwowie w rundzie pojedynczej do sylwetki jelenia i rundzie podwójnej do sylwetki jelenia (1931).
Był kierownikiem strzeleckiej reprezentacji Stanów Zjednoczonych Mistrzostw Świata w Strzelectwie 1930.
Jego syn John Boles Jr. był zawodowym wojskowym w stopniu generała majora.

## Wyniki

### Igrzyska olimpijskie
| Igrzyska   | Konkurencja                                     | Wynik                           | Miejsce | Źródło |
| ---------- | ----------------------------------------------- | ------------------------------- | ------- | ------ |
| Paryż 1924 | Karabin małokalibrowy leżąc, 50 m               | 389 pkt.                        | 12      | [ 5 ]  |
| Paryż 1924 | Runda pojedyncza do sylwetki jelenia            | 40 pkt.                         |         | [ 1 ]  |
| Paryż 1924 | Runda pojedyncza do sylwetki jelenia, drużynowo | 148 pkt. (druż.) 41 pkt. (ind.) |         | [ 2 ]  |
| Paryż 1924 | Runda podwójna do sylwetki jelenia              | 64 pkt.                         | 7       | [ 6 ]  |
| Paryż 1924 | Runda podwójna do sylwetki jelenia, drużynowo   | 233 pkt. (druż.) 62 pkt. (ind.) | 5       | [ 7 ]  |

### Medale mistrzostw świata
Opracowano na podstawie materiałów źródłowych:
| Mistrzostwa                                      | Konkurencja                                     | Wynik                                          | Miejsce |
| ------------------------------------------------ | ----------------------------------------------- | ---------------------------------------------- | ------- |
| Mediolan 1922                                    | Karabin dowolny, trzy postawy, 300 m, drużynowo | 5132 pkt. (druż.) 1026 pkt. (ind.)             |         |
| Camp Perry 1923                                  | Karabin dowolny, trzy postawy, 300 m, drużynowo | 5301 pkt. (druż.) 1051 pkt. ind. (379–337–335) |         |
| Camp Perry 1923                                  | Karabin dowolny leżąc, 300 m                    | 379 pkt.                                       |         |
| Camp Perry 1923                                  | Karabin dowolny stojąc, 300 m                   | 335 pkt.                                       |         |
| Reims 1924                                       | Karabin dowolny, trzy postawy, 300 m, drużynowo | 5284 pkt. (druż.) 1045 pkt. (ind.)             |         |
| St. Gallen 1925                                  | Karabin dowolny, trzy postawy, 300 m, drużynowo | 5255 pkt. (druż.) 1055 pkt. (ind.)             |         |
| Lwów 1931                                        | Karabin dowolny leżąc, 100 i 200 m              | 562 pkt.                                       |         |
| Runda pojedyncza do sylwetki jelenia, 100 metrów | 186 pkt.                                        |                                                |         |
| Runda podwójna do sylwetki jelenia, 100 metrów   | 152 pkt.                                        |                                                |         |